# Забранено за момчета
„Забранено за момчета“ (на английски: Boys on the Side) е американска трагикомедия от 1995 г. на режисьора Хърбърт Рос (последния му филм като режисьор), по сценарий на Дон Рус, и участват Упи Голдбърг, Мери-Луиз Паркър и Дрю Баримор.